# 2019 OK
2019 OK는 근지구 천체이다. 2019년 7월 25일 지구를 스쳐 지나가기 불과 몇 시간 전에 발견되었다. 직경 57-130미터로 추정되며 2019년에 발견된 비슷한 크기의 소행성 중 가장 가까이 지나갔다.

## 궤도와 분류
이 천체는 거대한 소행성족인 플로라족에 속하는데, 이는 소행성대에서 가장 큰 암석형 소행성족이다. 소행성대 안쪽에서 태양과 0.5-3.4 AU 사이의 거리에서 2년 9개월(993 일, 궤도긴반지름 1.95 AU)을 주기로 공전한다. 궤도이심률은 0.76이고 황도에 대한 궤도 경사는 1 °이다.

## 2019년 접근
UTC 2019년 7월 25일 1시 22분 지구를 72,000킬로미터 거리에서 접근통과했다. 이 거리는 지구와 달 사이의 1/5보다도 가까운 거리이다. 접근통과 속도는 약 시속 88,500킬로미터였다.